# Rošca
Rošca este un sat din comuna Danilovgrad, Muntenegru. Conform datelor de la recensământul din 2003, localitatea are 111 locuitori (la recensământul din 1991 erau 158 de locuitori).

## Demografie
În satul Rošca locuiesc 93 de persoane adulte, iar vârsta medie a populației este de 43,2 de ani (40,6 la bărbați și 46,1 la femei). În localitate sunt 43 de gospodării, iar numărul mediu de membri în gospodărie este de 2,58.
|  |

| Demografie | Demografie | Demografie |
| An         | Locuitori  | Locuitori  |
| ---------- | ---------- | ---------- |
|            |            |            |
|            |            |            |
|            |            |            |
|            |            |            |
| 1948       | 238        |            |
| 1953       | 314        |            |
| 1961       | 397        |            |
| 1971       | 299        |            |
| 1981       | 196        |            |
| 1991       | 158        | 153        |
| 2003       | 112        | 111        |

| \| Componența etnică conform recensământului din 2003[2] \| Componența etnică conform recensământului din 2003[2] \| Componența etnică conform recensământului din 2003[2] \| Componența etnică conform recensământului din 2003[2] \| Componența etnică conform recensământului din 2003[2] \| \| ----------------------------------------------------- \| ----------------------------------------------------- \| ----------------------------------------------------- \| ----------------------------------------------------- \| ----------------------------------------------------- \| \| \| \| \| \| \| \| Muntenegreni \| Muntenegreni \| \| 87 \| 78,37% \| \| Sârbi \| Sârbi \| \| 12 \| 10,81% \| \| Croați \| Croați \| \| 1 \| 0,9% \| \| necunoscută \| necunoscută \| \| 8 \| 7,2% \| |              |  |    |        |
| Componența etnică conform recensământului din 2003 |              |  |    |        |
| |              |  |    |        |
| Muntenegreni | Muntenegreni |  | 87 | 78,37% |
| Sârbi | Sârbi        |  | 12 | 10,81% |
| Croați | Croați       |  | 1  | 0,9%   |
| necunoscută | necunoscută  |  | 8  | 7,2%   |